# تود غلوريا
تود غلوريا (بالإنجليزية: Todd Gloria)‏ هو سياسي أمريكي، ولد في 10 مايو 1978 في سان دييغو في الولايات المتحدة. حزبياً، نشط في الحزب الديمقراطي. وقد انتخب عضو جمعية ولاية كاليفورنيا.

## وصلات خارجية
- الموقع الرسمي